# Ortigosa de Cameros
Ortigosa de Cameros är en kommun i Spanien. Den ligger i den autonoma regionen La Rioja i norra delen av landet, 210 km nordost om huvudstaden Madrid. Antalet invånare är 216 (2024). Arean är 33,02 kvadratkilometer.